# Hans-Joachim Roedelius
Hans-Joachim Roedelius (Berlim, 26 de outubro de 1934). É um músico alemão de música experimental, eletrônica e ambient. É mais conhecido como co-fundador dos grupos de krautrock alemão Kluster e Harmonia e por seu trabalho com o trio de jazz Aquarello, formado com Fabio Capanni e Nicola Alesini.

## História
Quando criança, atuou em filmes de Universum Film AG como "...reitet für Deutschland" ("Riding for Germany", 1941) e "Verklungene Melodie" ("Dead Melody", 1938).
Em 1968, Roedelius co-fundou um coletivo músical conhecida como ""Human Being" e, em seguida, o Zodiak Free Arts Lab, o grande centro da cultura underground de Berlim na época, com o artista conceitual Conrad Schnitzler. Ele se encontrou com Dieter Moebius no Zodiak. Em 1970 Roedelius, Schnitzler e Moebius formado a banda Kluster. Com o nome de Kluster o trio produziu três álbuns, "Klopfzeichen" (1970) e "Zwei-Osterei" (1971) ambos em estúdio e, um álbum ao vivo, "Eruption" (1971).
Schnitzler deixou o grupo em 1971 para iniciar uma carreira solo de longa duração e Moebius e Roedelius mudaram o nome da banda para Cluster. O primeiro trabalhou do grupo, seguindo a mesma linha da formação origem, assinou primeiro com a Philips Records e, em seguida, com a Brain Records. Em 1974, eles trabalharam com Michael Rother, guitarrista do Neu!, pela primeira vez. Mais tarde, naquele mesmo ano,  Roedelius, Moebius e Rother se juntaram a Brian Eno para formar o grupo Harmonia.

## Discografia
- Vom Nutzen der Stunden - Lieder Vom Steinfeld Vol.II (1999)
- Roedeliusweg (2000)
- Das Verwirrte Schaf - Wort-Klang Collage zum Aschermittwoch (2001)
- Selbstportrait VIII - Introspection (2002)
- American Steamboat (2003)
- Harmonia & Eno '76 Remixes (2009)
- After the Heat (1978)
- The Persistence of Memory, Hans Joachim Roedlius/Tim Story, (2000)
- Lunz (2002)
- Errata, Hans Joachim Roedelius, Tim Story, Dwight Ashley (2009)
- Sustanza di cose sperata, Hans Joachim Roedelius, Alessandra Celletti (2009)
- King Of Hearts, Hans Joachim Roedelius, Christopher Chaplin (2012)